# Crassuncus chappuisi
Crassuncus chappuisi là một loài bướm đêm thuộc họ Pterophoridae. Nó được tìm thấy ở Kenya.